# Абу Лулу Фируз
Абу́ Лу́лу Фиру́з (араб. أبو المغرور فيروز‎), также известный как Баба́ Шуджа́' ад-Ди́н (перс. بابا شجاع الدين‎, «храбрый отец веры») — персидский сасанидский раб. Известен тем, что убил второго праведного халифа Умара ибн аль-Хаттаба в ноябре 644.
После того как Абу Лу'лу попал в плен во время арабского завоевания Персии, его доставили в Медину, тогдашнюю столицу Праведного халифата, которая обычно была закрыта для пленных неарабов (аджам). Однако, будучи высококвалифицированным ремесленником, Абу Лу'лу в виде исключения было разрешено войти в город, чтобы работать на халифа.
Говорят, что в какой-то момент Абу Лу'лу попросил халифа Умара отменить харадж (налог), наложенный на него его арабским хозяином Аль-Мугирой. Когда Умар отказался отменить харадж, Абу Лу'лу напал на него, когда халиф возглавлял совместную молитву в мечети, ударив обоюдоострым кинжалом и смертельно ранив. 
Согласно историческим источникам, Абу Лу'лу был либо схвачен и казнён в Медине, либо совершил там самоубийство. Согласно более поздним легендам, впервые записанных в эпоху династии Сефевидов, Абу Лу'лу вовсе не совершал самоубийства: ему удалось спастись от преследователей, и благодаря помощи своих сподвижников, в том числе Али ибн Абу Талиба, двоюродного брата и зятя пророка Мухаммеда, он чудесным образом оказался в Иране, поселился в Кашане и там умер. В какой-то момент там для него была воздвигнута гробница, которая с XVI века стала центром ежегодного антисуннитского праздника, посвящённого убийству Абу Лу'лу Умара, чьё правление шииты считают деспотичным и несправедливым.

## Биография

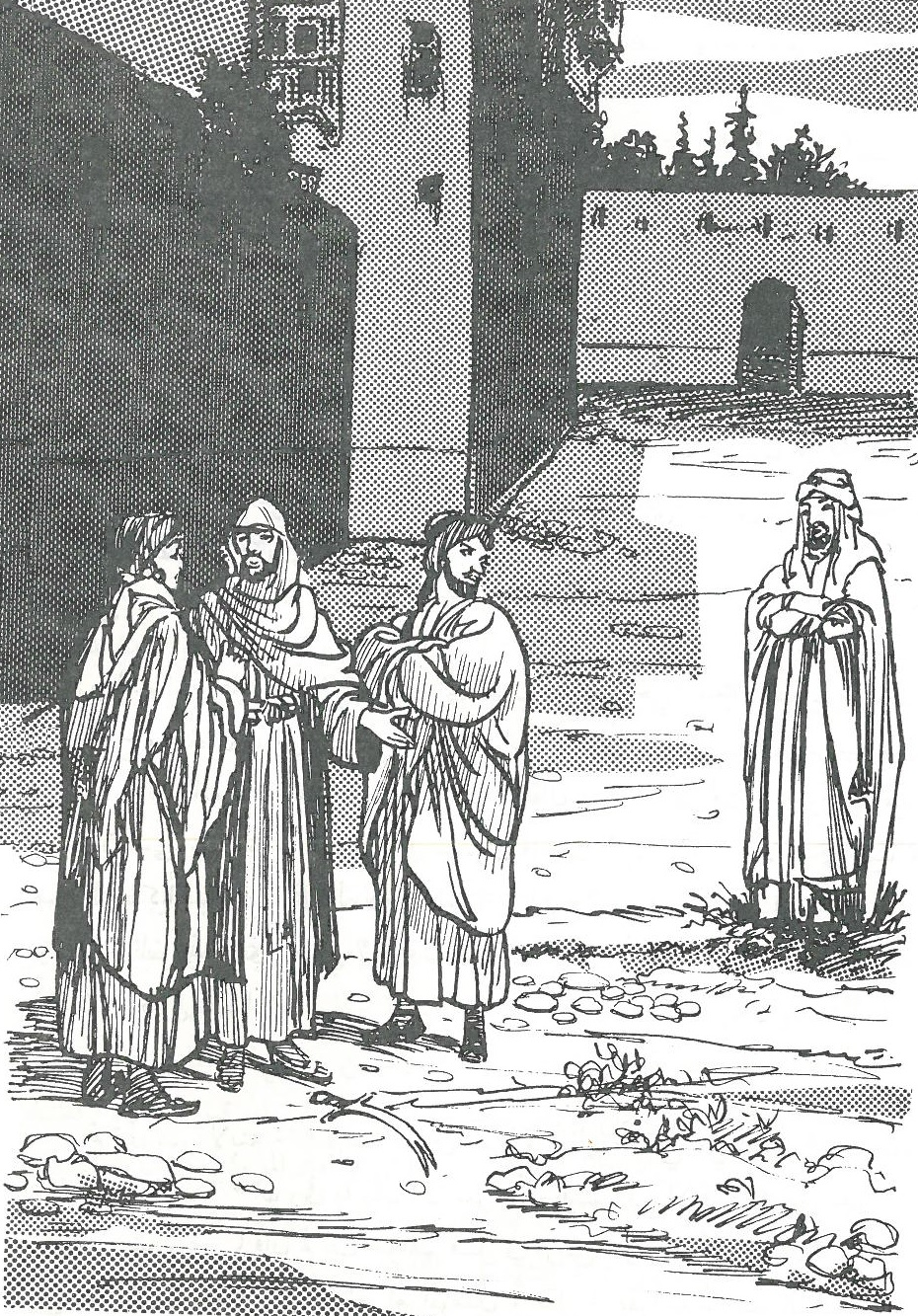
Изображение: Абдуррахман ибн Ауф становится свидетелем беседы группы персов. Среди них есть Абу Лу'лу, Хормузан и Джуфайна.

О жизни Пируза Нахаванди (Фируза из Нехавенда) известно очень мало. В персидском сочинении «Муджмаль ат-таварих ва-ль-кыса» (XII в.) говорится, что Фируз происходил из деревни Фин возле Кашана и был зороастрийцем (гебром), хотя в других источниках он описывается как христианин. Искусный плотник и кузнец, Фируз, вероятно, попал в плен во время битвы с арабами при Кадисии в 636 году. Будучи рабом у арабов и получив арабское имя Абу Лу'луа (Абу Лу'лу), в Медине в 644 году он совершает покушение на праведного халифа Умара ибн аль-Хаттаба и убивает его, нанеся тому шесть (по другой версии три) ударов кинжалом. Он также ранил 12 человек из свиты Умара, шесть из которых умерли от ран. По словам историка аль-Масуди, жившего при Аббасидах, сам Абу Лу'лу тут же совершил самоубийство.
Мотивов к убийству халифа у Абу Лу'лу могло быть несколько: как перс он, возможно, ненавидел арабов, которые к этому времени завоевали почти всю империю Сасанидов, у него также могли быть и личные мотивы, например недовольство из-за взимавшегося с него непосильного хараджа. Как вспоминали потом мединцы, доведённый до отчаяния Абу Лу'лу, встречая маленьких пленников-земляков, гладил их по голове и, заливаясь слёзами, говорил: «Погубил меня Умар». Считается, что в заговоре против Умара участвовали несколько персов, по принуждению принявших ислам. Среди них был бывший персидский сасанидский сатрап Хормузан, за четыре года до того проигравший сражение арабам и взятый в плен.

## Почитание

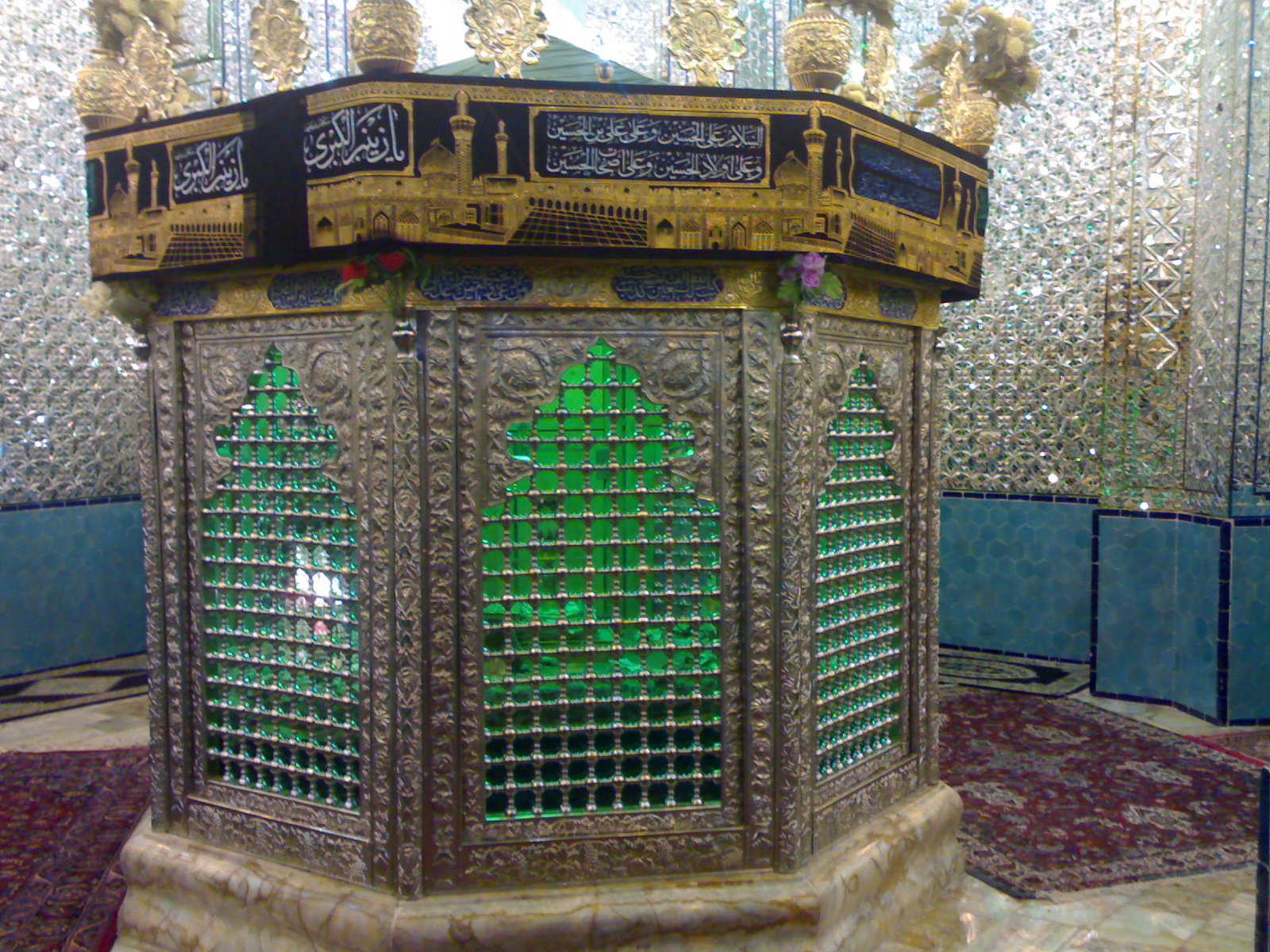
Предполагаемая гробница Абу Лу'лу.

Согласно более поздним легендам, Абу Лу'лу вовсе не совершал самоубийства, ему удалось спастись от преследователей, и благодаря помощи своих сподвижников, в том числе Али ибн Абу Талиба, двоюродного брата и зятя пророка Мухаммеда, он чудесным образом оказался в Иране, поселился в Кашане и там умер. В эпоху правления в Иране династии Хорезмшахов гробница Абу Лу'лу была заложена в городе Кашан, а сам он традиционно воспринимался как шиитский праведник, выступивший против халифа-узурпатора.
В эпоху правления в Иране династии Сефевидов, когда шиитский толк ислама был объявлен государственной религией, в честь Абу Лу'лу и его убийства Умара стал проводиться праздник Баба Шуджа ад-Дин («храбрый отец веры»). Иное, более позднее название праздника — Умар-кушан («день убиения Умара»), Джашн-и Умар-куши («праздник в связи с убийством Умара»). Этот праздник, первоначально основанный на исторических событиях, толкуемых по-разному шиитами и суннитами, стал очень популярным в шиитской среде Ирана, впоследствии он приобрёл в большей степени карнавальную и потешную сущность, и поэтому его происхождение связывается некоторыми исследователями с древними иранскими традициями и даже с ахеменидской «магофонией».

### Книги
- Большаков О. Г. История Халифата. — Восточная литература, 2002. — Т. 2. — (Эпоха великих завоеваний, 633—656). — ISBN 5-02-01-7376-2.
- Алиев А. А. Иран vs Ирак: история и современность. — М. : Издательство Московского университета, 2002. — 768 с. — ISBN 5-211-04476-2.
- Али-заде А. А. Хроники мусульманских государств I—VII веков хиджры. — 2. — М. : УММА, 2004. — С. 445. — ISBN 5-94824-111-4.
- Malekpour Jamshid. The Islamic Drama: Ta'ziyah :  [англ.]. — London : Frank Cass[англ.], 2004.

### Статьи
- Боев Э. Б. Шиитский ислам и иранская культурно-этническая идентичность в первые века исламский эпохи: проблема соотношения // Нижегородский государственный педагогический университет имени Козьмы Минина. — 2017. — С. 18—22.
- Амбарцумян А. А. Праздник «Баба-Шуджа-уд-Дин» в средневековом Иране // Письменные памятники Востока. — 2019. — Т. 16, № 1 (36). — С. 75—89.